# Emil Hlobil
Emil Hlobil   (Veselí nad Lužnicí, 11 d'octubre de 1901 - Praga, 25 de gener de 1987) fou un compositor i professor de música txecoslovac del segle XX amb seu a Praga.
Hlobil va néixer a "Veselí nad Lužnicí", però va viure la major part de la seva vida a Praga. Entre 1924 i 1930 va estudiar al Conservatori de Praga sota Josef Suk i Jaroslav Křička, i va ensenyar música i composició a l'"Acadèmia d'Arts Escèniques" de Praga. També va fer classes al Conservatori de Praga (1941–58) abans de traslladar-se a l'Acadèmia. Es va casar amb la pintora txeca Marie-Hlobilová Mrkvičková, i després de la Segona Guerra Mundial van comprar una casa rural a les muntanyes de Krkonoše com a casa d'estiueig. Hlobil va morir a Praga el 1987.